# Италошвейцарцы
Италошвейцарцы — народ в Швейцарии — жители страны, имеющие итальянское происхождение и/или считающие один из многочисленных диалектов итальянского языка родным. По данным последней переписи 2010 г. итальянский язык назвали родным 549 000 жителей Швейцарии (8,9 % населения страны).

## Происхождение и классификация
Италошвейцарская община делится на две большие неравные части: иммигрантскую и автохтонную. Большая часть италошвейцарцев (около 290 000 тыс.) — это уроженцы собственно Италии, иммигрировавшие в Швейцарию по экономическим причинам во второй половине ХХ — нач. XXI вв. Выходцы из Италии проживают преимущественно в немецкоязычной части Швейцарии. Оставшиеся 210 тыс. являются членами автохтонной италошвейцарской общины, представители которой составляют большинство населения исключительно италоязычного кантона Тичино, а также небольшую долю трёхъязычного населения кантона Граубюнден.

## Статистика
Доля и численность италошвейцарцев сильно менялась за последние полвека, достигнув пика в 1970 году (12 % населения). Учитывая то, что большая часть мигрантов из Италии селилась в крупных городах немецкоязычкой части страны, многие из них, а также их дети, с течением времени подверглись сильной германизации. Напротив, доля автохтонных италошвейцарцев оставалась стабильной на уровне 4 % на протяжении последних десятилетий, а их абсолютная численность постепенно увеличивалась за счёт итальянизации иммигрантов в Тичино.
| Год переписи | Немецкий | Французский | Итальянский | Ретороманский | Прочие |
| ------------ | -------- | ----------- | ----------- | ------------- | ------ |
| 2000         | 63,7     | 20,4        | 6,5         | 0,5           | 9,0    |
| 1990         | 63,6     | 19,2        | 7,6         | 0,6           | 8,9    |
| 1980         | 65,0     | 18,4        | 9,8         | 0,8           | 6,0    |
| 1970         | 64,9     | 18,1        | 11,9        | 0,8           | 4,3    |
| 1960         | 69,4     | 18,9        | 9,5         | 0,9           | 1,4    |
| 1950         | 72,1     | 20,3        | 5,9         | 1,0           | 0,7    |

## Язык
Стандартный итальянский язык (тосканский диалект Италии) выполняет роль литературно-письменного языка-крыши для италошвейцарцев. Несмотря на это, большинство автохтонных италошвейцарцев в речи продолжает употреблять тичинский диалект, который значительно отстоит от тосканского диалекта и фактически близок галло-романским наречиям. Учитывая строгую территориальность языковой политики Швейцарии, за пределами кантона Тичино итальянский язык не имеет официального статуса. Даже в ряде регионов трёхъязычного Граубюндена позиции итальянского языка слабы и его носители подвержены ассимиляции в немецкоязычную среду.